# 福斯加特 (新澤西州)
福斯加特（英語：Forsgate）是位於美國新澤西州米德爾塞克斯縣的普查規定居民點。

## 人口
根據2020年美國人口普查的數據，福斯加特的面積為2.28平方千米，當中陸地面積為2.27平方千米，而水域面積為0.01平方千米。當地共有人口2056人，而人口密度為每平方千米901.75人。